# カルロス・アルボレヤ
カルロス・アルボレヤ（Carlos Arboleya、1985年7月23日 - ）は、ウルグアイのラグビーユニオン選手。

## プロフィール
- ウルグアイ・モンテビデオ出身[1]。
- ポジションはプロップ(PR)、フッカー(HO)。
- 身長 173cm、体重 110kg
- ウルグアイ代表キャップは67（2025年4月現在）でラグビーワールドカップ2015のウルグアイ代表に選ばれた[2]。

## 略歴
2010年、トレボールに加入。